# Mundloch

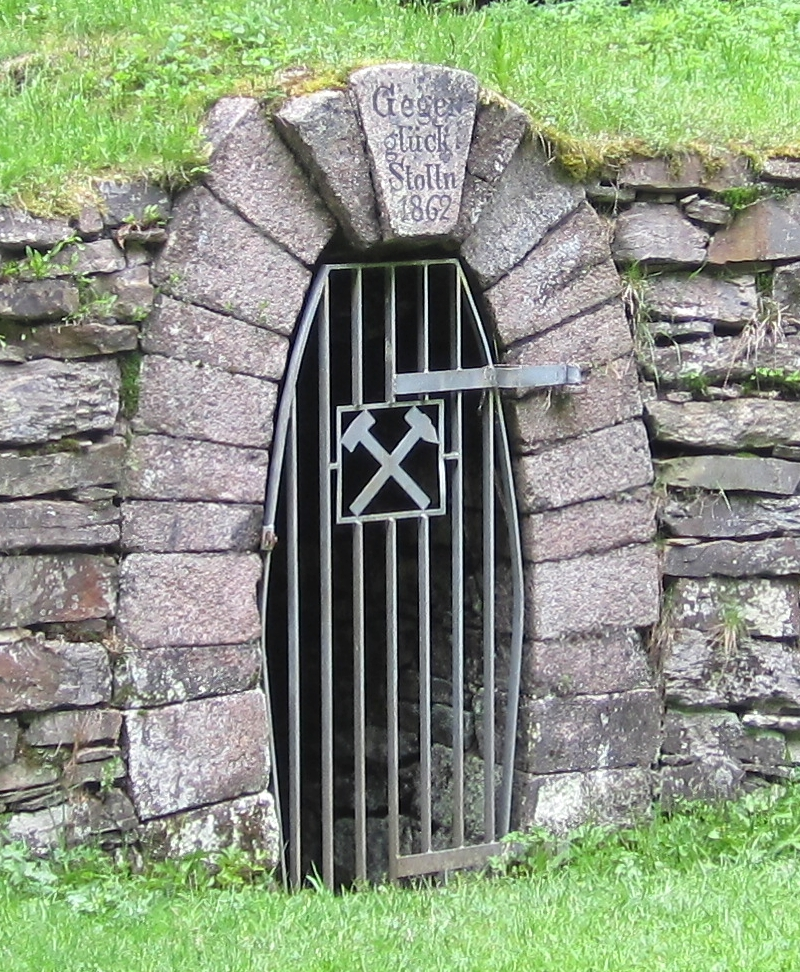
Mundloch eines Stollens in Johanngeorgenstadt

Ein Mundloch, auch Stollenmundloch genannt, ist in der Bergmannssprache die Bezeichnung für den Eingang eines Stollens an der Tagesoberfläche. Stollenmundlöcher befinden sich in der Regel im Gebirge. Der Oberbegriff für Mundloch und Schachtöffnung ist Tagesöffnung. Auch der Eingang einer Höhle oder eines Tunnels wird Mundloch genannt.

## Aufbau und Aufgabe
Das Stollenmundloch wird so platziert, dass es über dem Hochwasserspiegel der Talsohle liegt, damit das Grubenwasser auch bei Hochwasser noch abfließen kann. Dabei wird die Stelle des Mundloches so ausgewählt, dass noch eine gewisse Haldensturzhöhe besteht. Zum Schutz vor Wasser wird am Stollenmundloch ein etwa vier Zoll hohes Gesprenge erstellt. Bei tief angesetzten Stollen ist es oftmals erforderlich, dass zunächst größere Ablagerungen von lockerem oder rolligem Gestein durchfahren werden müssen. Da dies zu einem Missverhältnis von Kosten und Nutzen führt, werden Stollenmundlöcher nach Möglichkeit höher angesetzt. Ein tiefer Ansatzpunkt für ein Stollenmundloch wird nur in Ausnahmefällen gewählt. Bei brächigem Nebengestein wird das Stollenmundloch durch einen Gewölbeausbau aus Ziegel- oder Natursteinen gesichert. In den Schlussstein der Gewölbemauerung wird meistens die Jahreszahl des Anschlagens, das ist der Beginn der Auffahrung, eingearbeitet. Die äußere Gestaltung des Mundlochs spiegelt zudem oft die Bedeutung des Stollens wider. Insbesondere bedeutende Entwässerungsstollen erhielten im 18./19. Jahrhundert eine teils aufwändige Gestaltung, die an Tore erinnert. Der Ansatzpunkt des Stollenmundloches richtet sich außerdem danach, welches Ansteigen der Stollen an seinem äußersten Ende haben soll. Das Stollenmundloch dient als Eingang zum Stollenbetrieb. Je nach Verwendungszweck des Stollens werden über das Stollenmundloch frische Wetter in den Stollen geführt oder Grubenwässer abgeleitet. Über das Stollenmundloch werden die gewonnenen Mineralien aus dem Bergwerk nach über Tage gefördert.

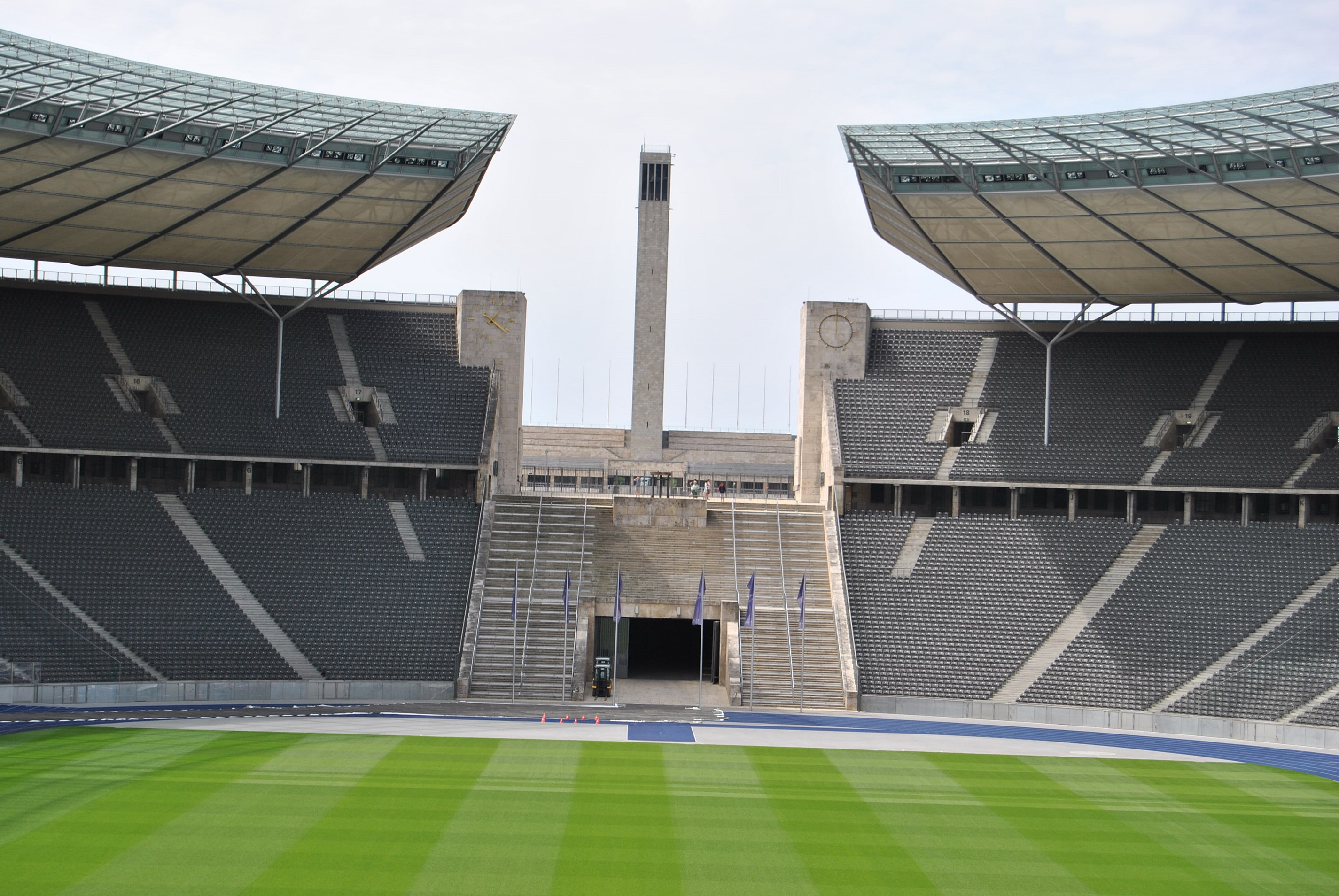
Mundloch im Olympiastadion Berlin.

## Architektur
In der Architektur des Stadionbaus werden die Durchgänge vom Spielfeld nach draußen (unter der Tribüne hindurch) als Mundlöcher bezeichnet.

## Galerie

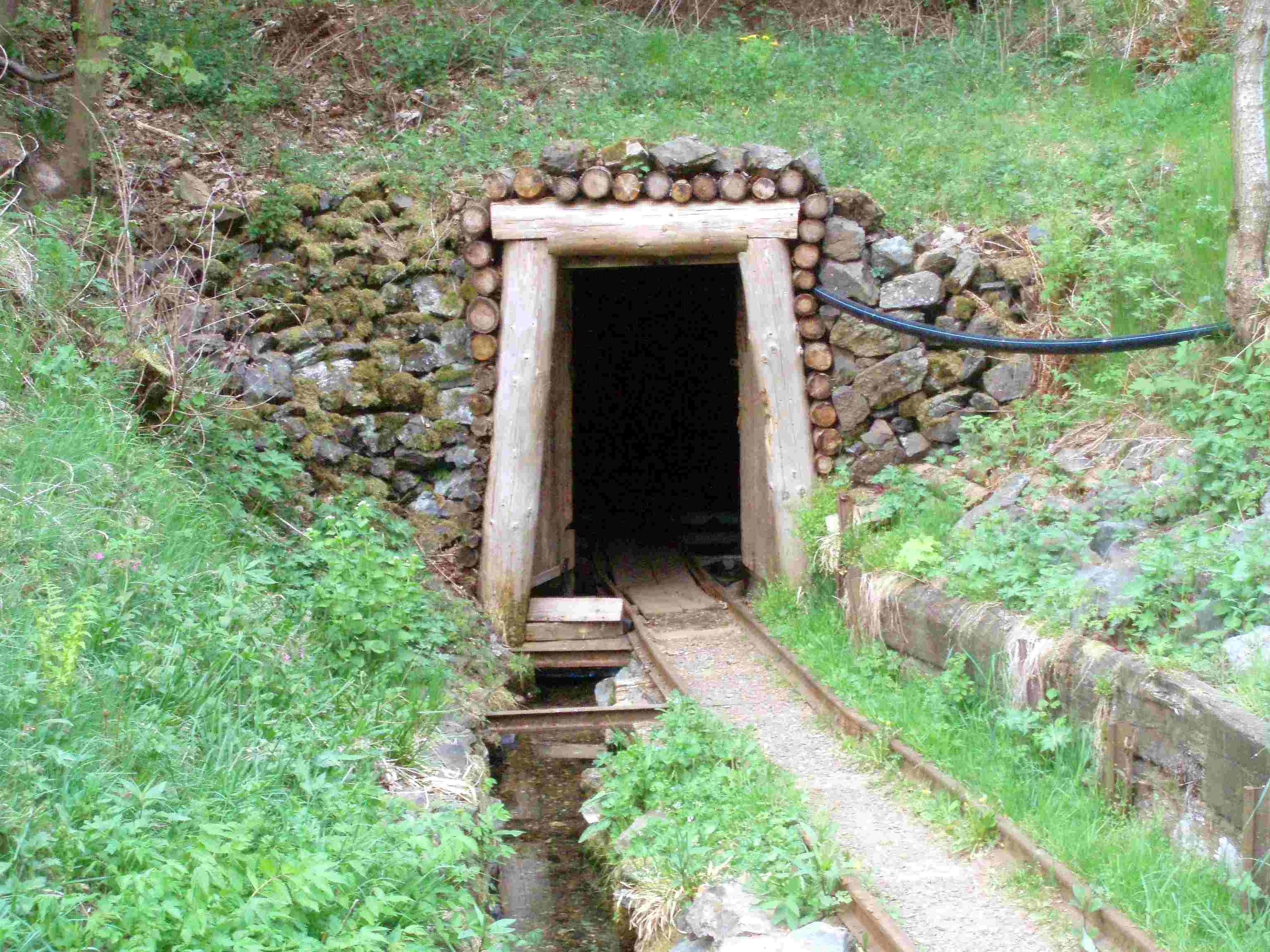
Mit Türstockausbau gesichertes Mundloch der Grube „Roter Bär“ in Sankt Andreasberg im Harz
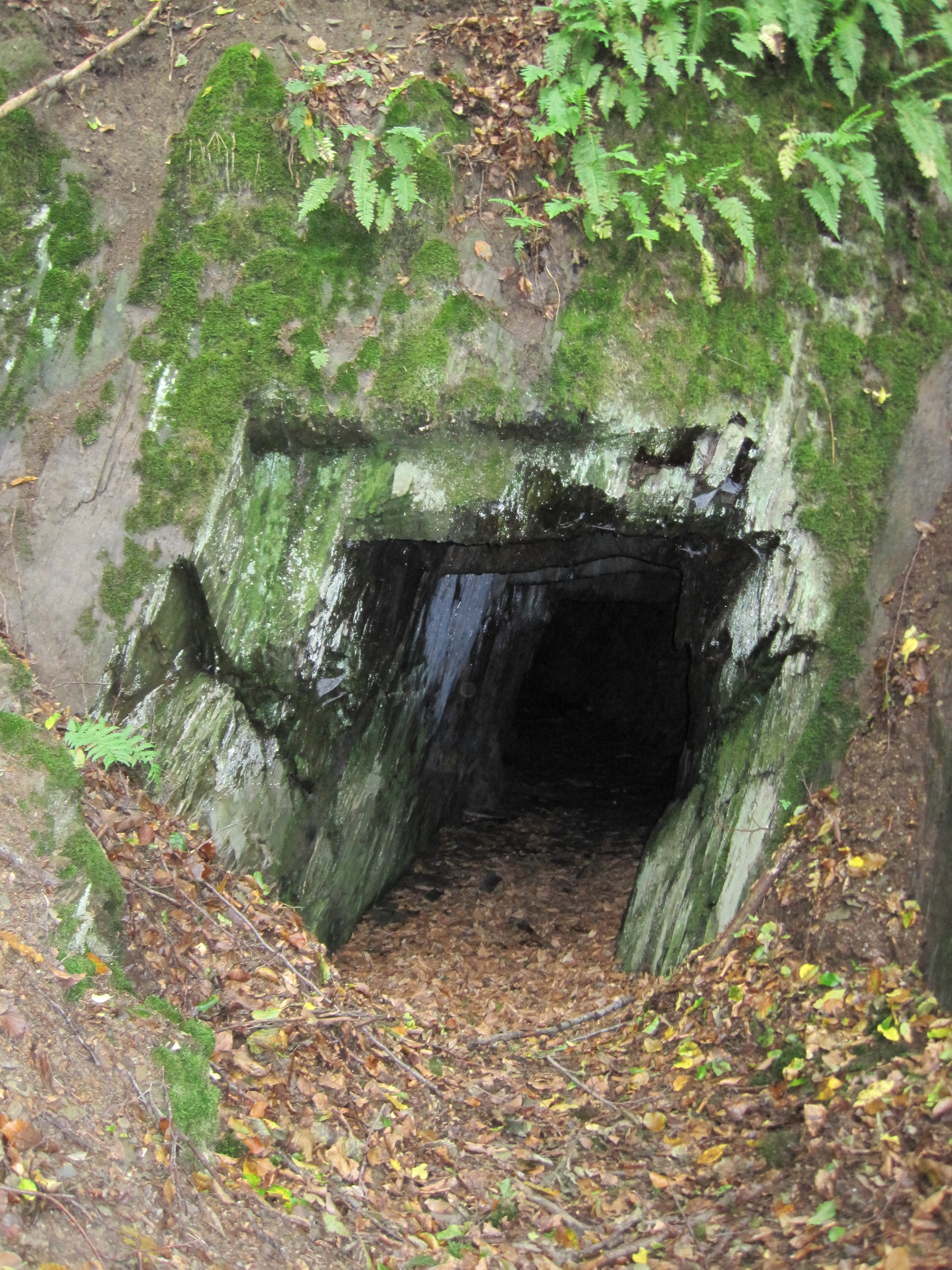
Mundloch im Festgestein, Schiefer-Bergstollen am Wispertalsteig im Naturpark Rhein-Taunus
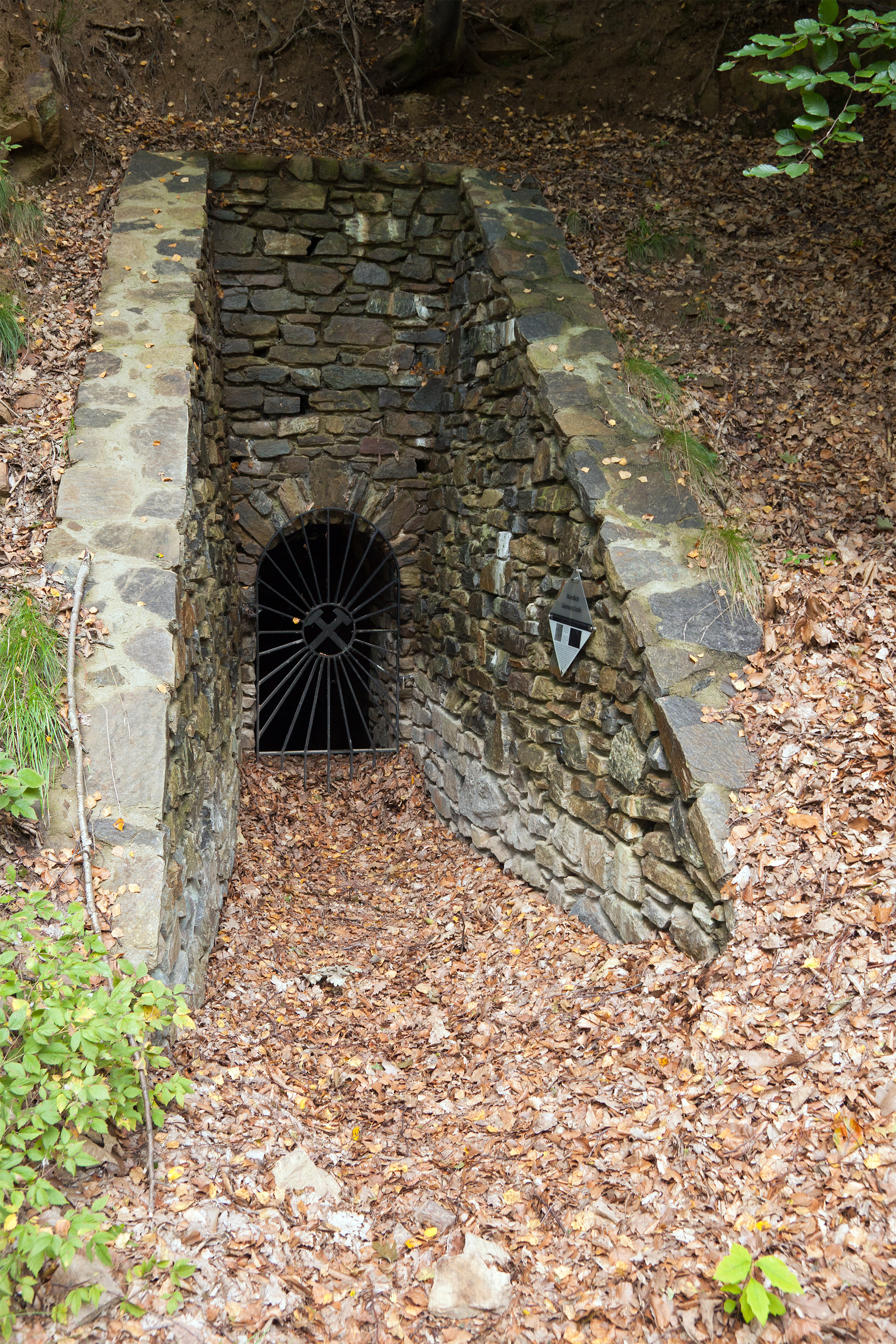
In Bruchsteinmauerung ausgeführtes Mundloch des „Salomonis Stolln“ bei Reinsberg (Sachsen)
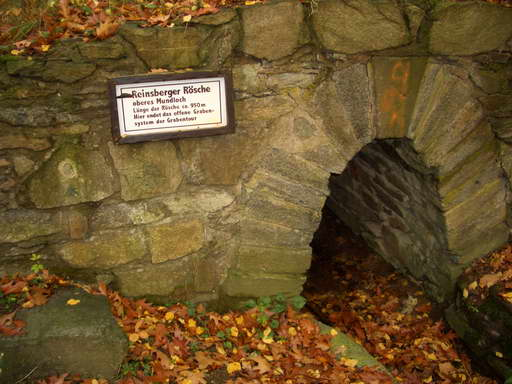
Einfach gestaltetes Mundloch der Reinsberger Rösche in Sachsen
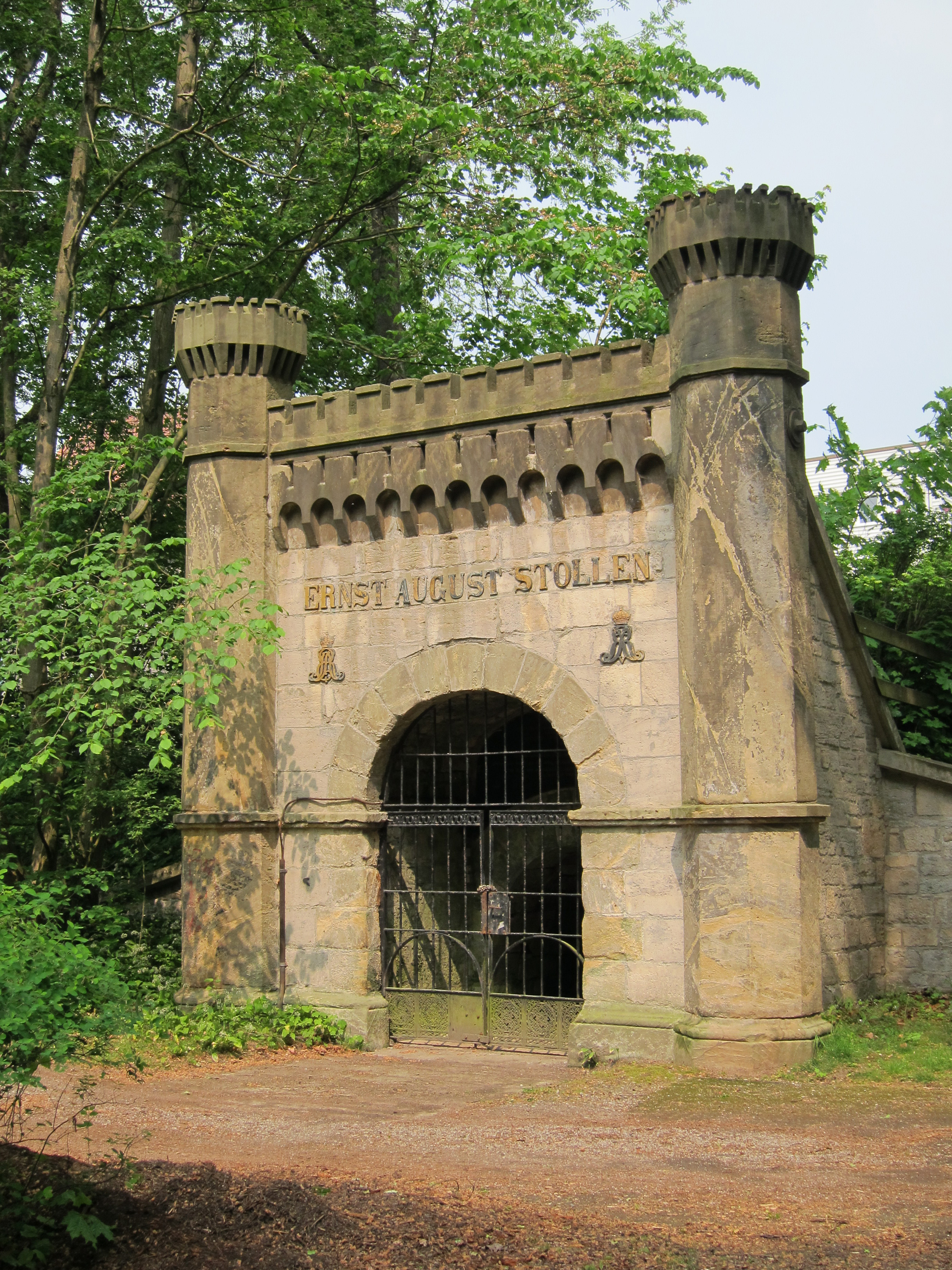
Aufwendig gestaltetes Mundloch des „Ernst-August-Stollen“ in Gittelde (Harz)
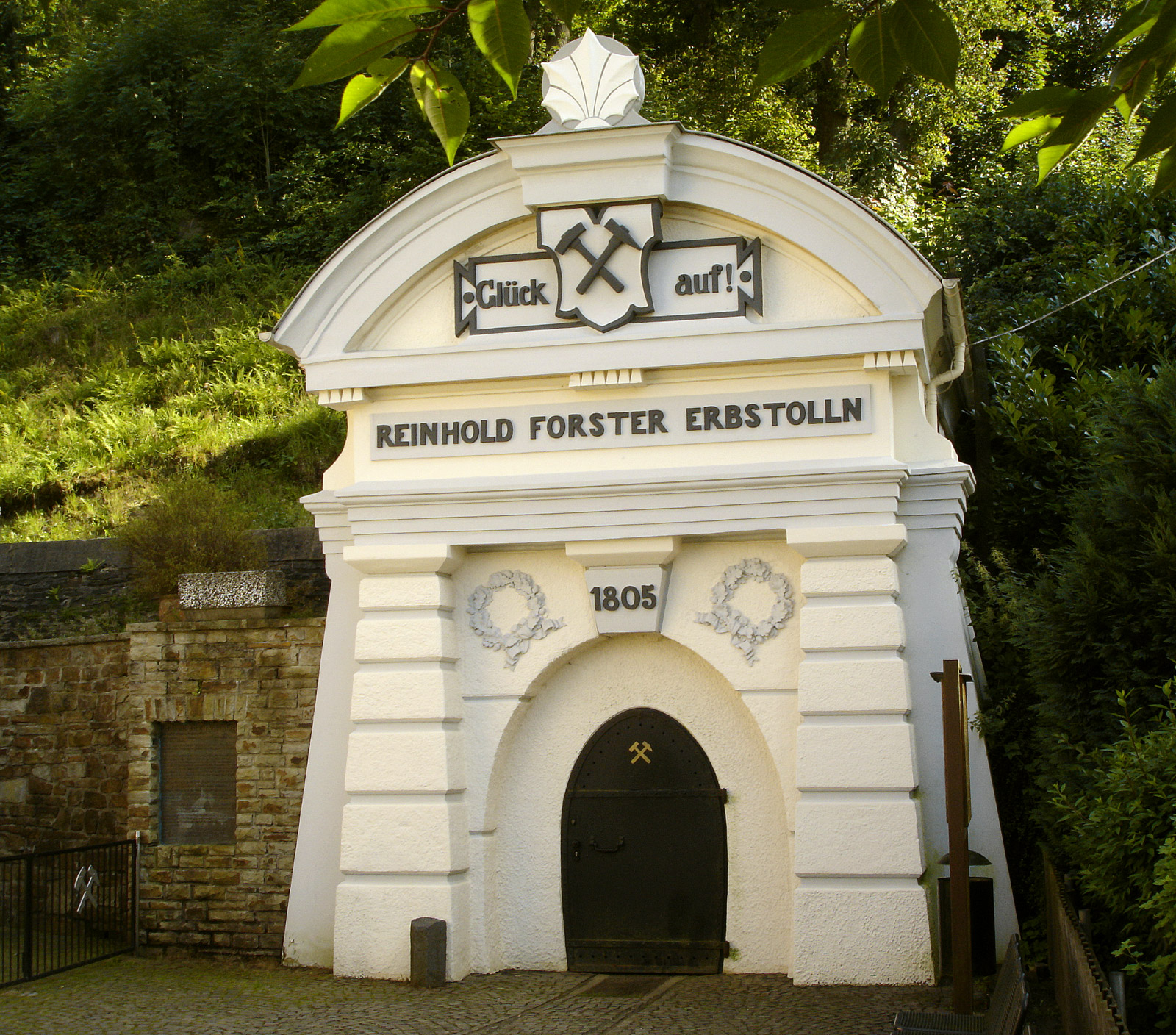
Mundloch des „Reinhold-Forster-Erbstollens“ im Siegener Revier
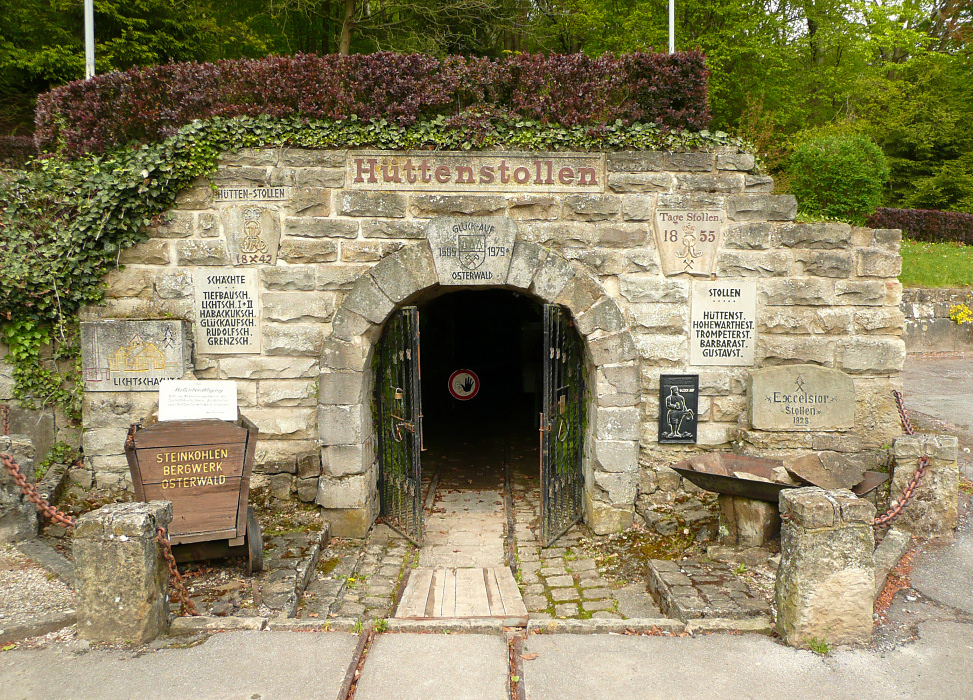
Mundloch des Hüttenstollen in Salzhemmendorf-Osterwald
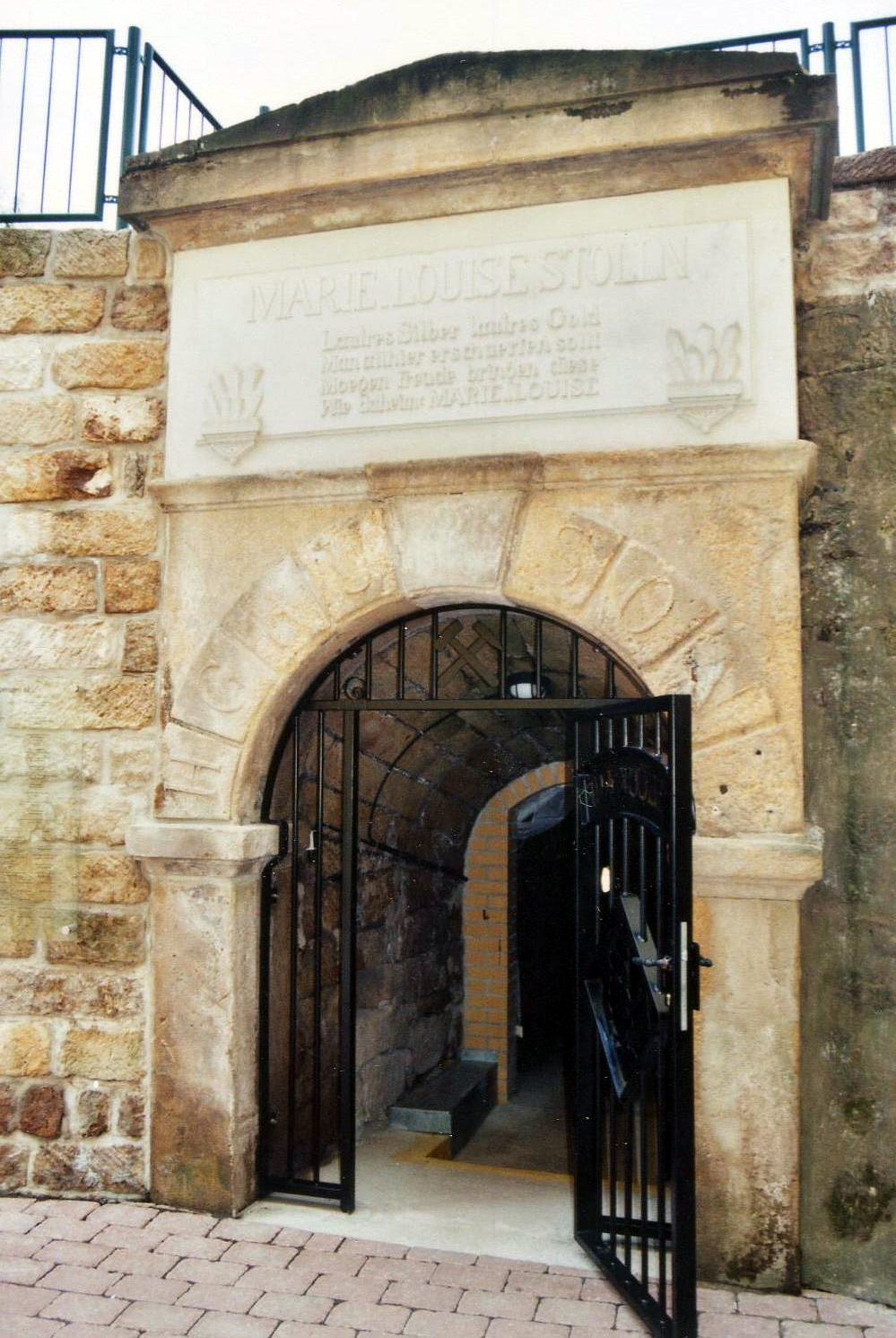
Mundloch des „Marie Louise Stolln“ in Berggießhübel mit dem Namen H. Gruson (Grubenbesitzer ab 1870) im Bogen und kunstvoller sandsteinerner Inschriftenplatte
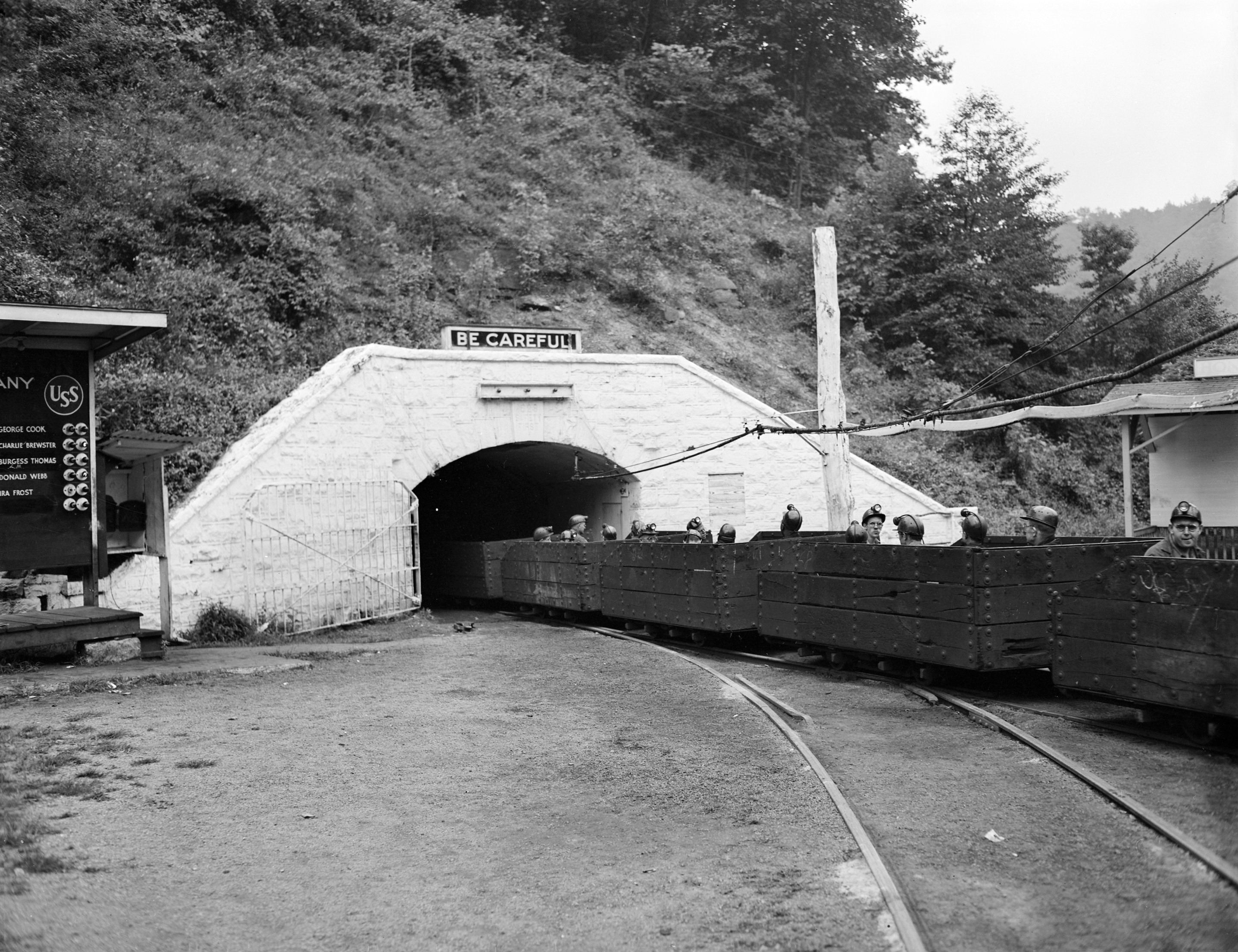
Durch das Mundloch mit der Grubenbahn einfahrende Bergleute in der „Gary Mine“ in West Virginia (USA)
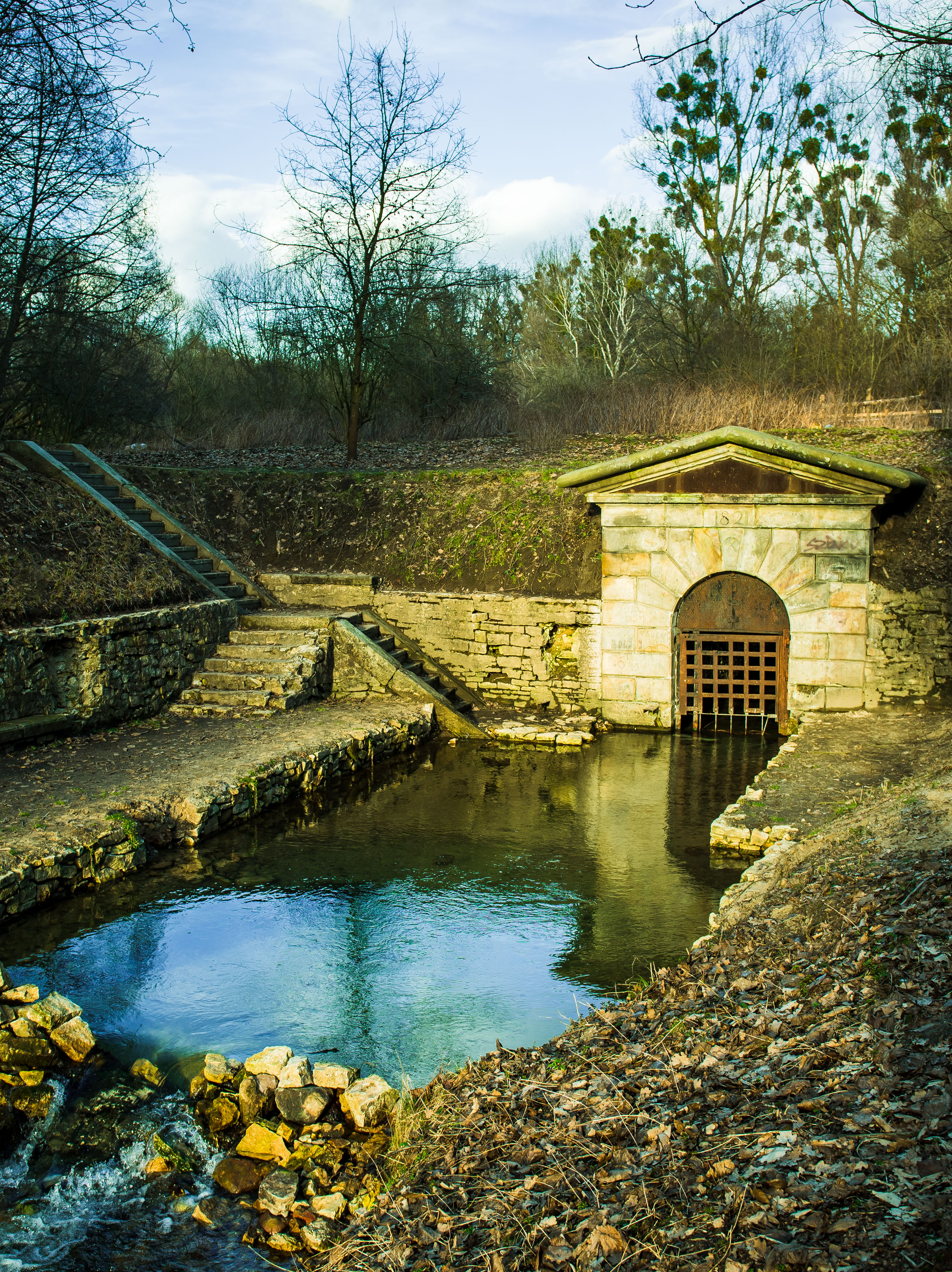
Mundloch des Tiefen Friedrichstollen (heute: Sztolnia Czarnego Pstrąga) in Tarnowitz, Polen